# Sibine (geslacht)
Sibine is een geslacht van vlinders van de familie slakrupsvlinders (Limacodidae), uit de onderfamilie Limacodinae.

## Soorten
- S. affinis Möschler, 1883
- S. apicalis Dyar, 1900
- S. auromacula Schaus, 1896
- S. barbara Dyar, 1906
- S. berthans Dyar, 1927
- S. blanda Dyar, 1935
- S. bonaerensis (Berg, 1878)
- S. clarans Dyar, 1927
- S. didactica Dyar, 1927
- S. dorans Dyar, 1927
- S. ephippiata (Harris, 1869)
- S. eucleides Dyar, 1906
- S. extensa Schaus, 1896
- S. francesans Dyar, 1927
- S. fusca Stoll, 1781
- S. gertrudans Dyar, 1927
- S. geyeri (Fletcher, 1982)
- S. giseldans Dyar, 1927
- S. helenans Dyar, 1927
- S. horrida Dyar, 1906
- S. hyperoche Dognin, 1914
- S. intensa (Dyar, 1906)
- S. iolans Dyar, 1927
- S. joyceans Dyar, 1927
- S. laberia Dyar, 1935

- S. laurans Dyar, 1927
- S. lophostigma Dognin, 1910
- S. modesta (Cramer, 1777)
- S. nesea (Stoll, 1781)
- S. nitens Dyar
- S. norans Dyar, 1927
- S. ophelians Dyar, 1927
- S. pauper Dyar, 1918
- S. permessa Dyar, 1935
- S. priscillans Dyar, 1927
- S. quadratilla Dyar, 1935
- S. quellans Dyar, 1927
- S. reletiva Dyar, 1927
- S. rollans Dyar, 1927
- S. rufescens (Walker, 1855)
- S. sabis Dyar, 1937
- S. sarans Dyar, 1927
- S. sibinides (Dyar, 1906)
- S. subalbicans Dyar, 1935
- S. tontineans Dyar, 1927
- S. trimacula (Sepp, 1848)
- S. varia (Walker, 1855)
- S. violans Dyar, 1927
- S. ximenans Dyar, 1927
- S. zellans Dyar, 1927